# Етнически малцинства в Полша
Населението на Полша след Втората световна война е почти етнически хомогенно в резултат на Холокоста, на радикално променените граници, депортациите, поръчани от съветски органи, които желаят да се отстранят значителните полски малцинства от Литва, Беларус и Украйна и депортирането на украинците от Полша.

## Исторически план

### Малцинствата в Кралство Полша и Жечпосполита
Въпреки че концепцията на етническо малцинство се използва най-вече по отношение на модерния период, исторически, Полша е подчертано мултиетническа държава. В началото, притокът на еврейски и немски заселници е особено забележим, тъй като формира значителна малцинства, или дори мнозинства в градските центрове. След Полско-литовския съюз от средата на 14 век и Съюз на Люблин официално създаване на Полско-литовската общност в 1569, литовците и рутените представлява по-голямата част от населението на обединеното кралство.
Данни от 1493 дават комбиниран израз на населението на Полша и Литва – при общ брой от 7,5 милиона:
- - 3 250 000 поляци
  - 3 750 000 рутенци
  - 500 000 литовци[1]

През 1618, след Примирието от Девлино населението на Жечпосполита се увеличава заедно с нейната територия, достигайки 12 млн. души. Те могат да бъдат грубо разделени на:
- - поляци – 4,5 милиона
  - украинци – 3,5 милиона
  - беларуси – 1,5 милиона
  - литовци – 750 000
  - прусаци – 750 000
  - евреи – 500 000
  - ливи – 500 000

По това време Шляхтата и полските благородници възлизат на 10%, а бюргерите – на 15% от полското население.
С териториалните и популационни загуби от средата и края на 17 век, през 1717 г. населението на Общността намалява до едва 9 милиона, който се разгражда в следните етнически групи:
- - 4,5 милиона поляци
  - 1,5 милиона украинци
  - 1200000 беларуси
  - 800 000 литовци
  - 500 000 евреи
  - 0,5 милиона други.

### Малцинствата във Втората република
Исторически Полша е нация от много националности. Това е особено вярно за периода на възвръщане на независимостта си в навечерието на Първата световна война. Преброяването от 1921 разпределя 30,8% от населението в малцинства. Това положение е допълнително влошено с полската победа в Полско-съветската война и големите териториални придобивки на изток, направени от Полша като следствие. Според преброяване от 1931 (Норман Дейвис), 68,9% от населението е полско, 13,9% са украинци, около 10% евреи, 3,1% беларуси, 2,3% германци и 2,8% – други, включително литовци, чехи и арменци, Също така, там са по-малки общности на руснаците и циганите. Положението на малцинствата е сложна тема и се променя неколкократно по време на периода, особено през Втората световна война и веднага след нея.
Полша е нация и с много религии. През 1921 г., 16 057 229 поляци (ок. 62,5%) са Римокатолици (на латински), 3 031 057 граждани на Полша (ок. 11,8%) са били католици от източния обред (най-вече украински гръцки католици и католици от арменския обред), 2 815 817 (прибл. 10,95%) са православни, 2 771 949 (прибл. 10,8%) са юдеи, 940 232 (прибл. 3,7%) са протестанти (най-вече Лютеранската Евангелска църква). Според Маркъс, до 1931 Полша има второто по големина еврейско население в света, с една пета от всички световни евреи, пребиваващи на територията на страната (прибл. 3 136 000).

## Съвремие

### Малцинствата по време народна република
Преди Втората световна война, една трета от населението на Полша е съставено от етнически малцинства, След войната обаче малцинства в Полша се оказва, че са изчезнали. Това се обяснява с преразглеждането на границите и унищожението на евреите по-рано. Програма за Национално Репатриране принуждава милиони поляци да напуснат домовете си на изток и да се установят в западните бивши германски територии. В същото време около 5 милиона от останалите германци (около 8 милиона вече са избягали или са били изгонени и около 1 милион са били убити през периода 1944 – 1946) са били по същия начин изгонени от тези територии в окупационните зони под съюзнически контрол. Украински и беларуски малцинства са се оказали най-вече в границите на Съветския съюз; тези, които се противопоставят на новата политика (подобно на Украинска въстаническа армия в Бишчадските планини) са потиснати в края на 1947 г. в операция Висла.
Населението на евреите в Полша, която формира най-голямата еврейска общност в предвоенна Европа от около 3,3 милиона души, е до голяма степен заличено до 1945. Приблизително 3 милиона евреи са загинали от глад в гета, трудови лагери, в Нацистките лагери на смъртта или от Einsatzgruppen – ескадрони на смъртта. Между 40 000 и 100 000 полски евреи оцеляват през Холокоста в Полша, други 50 000 до 170 000 са били репатрирани от Съветския съюз, а 20 000 до 40 000 от Германия и други страни. В следвоенния си връх има 180 000 до 240 000 евреи в Полша, най-вече във Варшава, Лодз, Краков и Вроцлав,

### Правата на малцинствата в Третата република
Правата на етническите малцинства в Полша са гарантирани в член 35 на конституцията от 1997 г.:
1. Република Полша гарантира на полските граждани, принадлежащи към национални или етнически малцинства свободата да поддържат и развиват собствения си език, за да се поддържат обичаи и традиции, както и да развиват собствената си култура.
2. Национални и етнически малцинства имат право да установят образователни и културни институции, институции, предназначени да защитават религиозната идентичност, както и да участват в решаването на въпроси, свързани с културната им идентичност.
Законопроектът за етническите и национални малцинства и регионалните езици от 6 януари 2005 г. предвижда, че за да бъдат признати като етническа или национално малцинство дадена група трябва да пребивава в Полша в продължение на най-малко 100 години, което изключва малцинствата, признати като такива съгласно комунистическите режими, като например гърците, Налице са три категории признати малцинства в Полша: 9 национални малцинства (беларуси, чехи, литовци, немци, арменци, руснаци, словаци, украинци, евреи), 4 етническите малцинства (караити, лемки, роми и татари), и на регионално езиково малцинство (кашуби).
Полша е ратифицирала Европейската харта за регионалните или малцинствените езици на 12 февруари 2009:
1. малцинствени езици: беларуски, чешки, иврит, идиш, караим, кашуб, литовски, лемко, немски, арменски, ромски, руски, словашки, татарски и украински.
2. регионален език: кашубски език
3. националните малцинства езици: беларуски, чешки, иврит, идиш, литовски, немски, арменски, руски, словашки и украински
4. етнически малцинствени езици: Karaim, Lemko, Романи и татарски
5. нетериториалните езици: иврит, идиш, Karaim, арменски и ромски.

## Демография
Преброяването от 2002 г. определи, че 96,7% от хората на Полша са с полската националност и 97,8% заявяват, че говорят полски вкъщи. На преброяването през 2011 г., 1,44% от 39-те милиона жители на Полша се обявяват за потомци на друго етническо потекло от полско. Този брой включва 418 000 силезци като национално-етнически идентификация (362 000 като единствен етнос и 391 000 втори етнос) и 17 000 кашуби (16 000 като единствен етнос). Признати малцинства са 0,3% от населението: 49 000 германци (26 000 етнос), 36 000 украинци (26 000 единствен етнос), 7000 лемки (5000 единствен етнос), 37 000 беларуси (31 000 единствен етнос), 12 000 роми (9000 единствен етнос), 8000 руснаци (5000 единствен етнос). 0,2% от населението са чуждестранни граждани. Официално живеещите българи в Полша са 1112, включително 404 полски граждани.
Преброяване от 2002:
- 38 230 080 – Общ брой на населението на Полша
- 36 983 720 – полски
- 774 885 – Националността не е посочена
- 471 475 – Неполски, или мултиетнически

Полско преброяване от 2011 г.:
- 38 512 000 – Общ брой на населението на Полша
- 36 157 000 – Само полска
- 951 000 – Националността не е посочено
- 1 404 000 обявена извън полски ethnonationality или като първи или като втори; 842 000 от тях обявени за не-полски заедно с полския един (52% от силезци, 93% от кашубите, 46% от германците, 40% от украинците); 640 000 обявена извън полската националност като първият (562 000 обявена само не-полски ethnonationality); 802 000 обявена извън полски enthonationality като втори (50% Силезия, 26% кашубски, 8% на немски).

общия фон на населението през 2011 г. е, както следва:
| Популационен фон                                     | %    | Население  |
| ---------------------------------------------------- | ---- | ---------- |
| Европейско                                           | 98,6 | 37 962 000 |
| Европейски съюз                                      | 98,2 | 37 813 000 |
| Поляци (вкл. Силезци и Кашуби)                       | 97,7 | 37 602 000 |
| Държава членка на Европейския съюз (главно Германци) | 0,5  | 211 000    |
| Европа (извън ЕС) (главно Украинци и Беларуси)       | 0,4  | 149 000    |
| Други (главно Виетнамци)                             | <0,1 | 29 000     |
| Неопределен                                          | 1,4  | 521 000    |
| Общо население                                       | 100  | 38 512 000 |

### Арменци
Около 50 000 арменци се установяват в Полша през 14 век и арменската колония постепенно се оформя чрез последвали миграционни вълни. Според Полското преброяване от 2002 г. днес има 1082 арменци в Полша, въпреки че арменските източници сочат много повече – 92 000 души. Арменската православна общност се приобщава към католическата църква през 17 век.

### Беларуси
Преброяването от 2002 г. сочи, че 48 700 души са заявили, че принадлежат към тази група.
Те живеят концентрирано на юг и изток от Бялисток, в близост до Беларуската граница.

### Чехи
Според източниците 386 чехи живеят в Полша, много от тях в Желов или в близост до чешката граница. Районът е наричан Чешкия ъгъл. Най-известният поляк с чешки корени е художникът Ян Матейко.

### Германци
Германците остават в Померания, Силезия, Източна Прусия и Любушка земя. Текущите оценки, основани на преброяването от 2002 г. дава 147 094 германци живеещи предимно в региона на Ополе, Катовице и Ченстохова (Югозападната част на Полша).

### Гърци
5000 гърци живеят в централната и югоизточната част на Полша, повечето от които идват през 1949 г., след като на Гръцката гражданска война. Смята се, че след този конфликт 14 000 гърци емигрират в Полша и се установяват главно в град Згожелец в Долна Силезия. В хода на времето, повечето от тях се завръща в родината си или се преместват в Германия. Днес има около 25 000 гърци, живеещи в Полша. Сред известните поляци от гръцки произход са популярна поп певица Цока, барабанистът Мило Куртис (Maanam) и китариста Апостолис Антимос от прогресив рок бандата SBB.

### Евреи
В продължение на векове Полша е основната страната на евреи в световен мащаб, и евреите са първия малцинствена група, учредена от полското правителство. Въпреки това, те не преживяват Втората световна война, преди която е имало 3 474 000 евреи в Полша. Тези, които успяват да избягат се отправят към Съединени щати, Израел или Латинска Америка,
Според Министерството на вътрешните работи и администрацията на Полша, по време на преброяването на населението през 2002 г., е имало 1055 евреи в Полша. Нейните представители живеят предимно в големите градове като Варшава, Вроцлав, Краков и Люблин.

### Караити
В преброяването от 2002 г. е имало 45 караити, 43 от тях полски граждани.

### Кашуби
в Полското преброяване от 2002 г. само 5100 души обявяват кашубска националност, въпреки че 52 665 обявяват кашубския като родния си език. В десет общности повече от 20% от населението говори кашубски съгласно данни от същото преброяване: Пжодково (49,0%), Сулечино (48,6%), Стежица (43,2%), Шеряковице (39,9%), Хмелно (34,8%), Пуцк (30,9%), Сомонино (30,8%). На преброяването през 2011 г. обаче броят на хората, които декларират „кашубски“ като първи единствен етнос достига до 17 000, а 229 000 са тези, които обявен кашубски като първи или втори етнос. Доналд Туск, бившият полски министър-председател, е кашубин.

### Куронци
Куронски (курсениеки) полски и литовски етнос е почти изчезнала балтийска етническа група, живееща по брега от Мемел до Данциг. Te в крайна сметка са били асимилирани от германци, били са считани за латвийци на базата на езиковите аргументи когато след Първата световна война Латвия придобива независимост от Руската империя. Това е основната причина за латвийските претенции над Клайпеда и други територии на Източна Прусия, които по-късно отпаднат.

### Лемки
В преброяването от 2002 г. там са били 5863 лица (5850 полски граждани, които се обявиха лемки и 62 русини) всички полски граждани. На преброяването през 2011 г., е имало 7000 лемки (първата обявена етнос) и 10 000, включително тези, които обявен лемко като втори етнос.

### Литовци
Има 5846 литовци в Полша (5639 полски граждани), според преброяването от 2002 година. Те живеят в близост концентрации, в Сувалки в североизточната част на Полша, и на територията на Община Пунск, където те съставляват 74,4% от жителите през 2002 г. (3312 от 4454).

### Македонци
Имаше 286 македонците в Полша при преброяването от 2002 г., в това число 187 полски граждани. Налице е споменаване на 5000 македонски говорители през 1970.

### Мазури
В преброяването от 2002 г. е имало 46 самообявили се за мазури, всички полски граждани.

### Фризи
В преброяването от 2002 г. е имало 109 самообявили се фризи, включително 36 полски граждани.и.

### Роми
Има 12 731 цигани в Полша, според преброяването от 2002 година. Те са разпръснати и живеят на територията на цялата страна, въпреки че техните по-многобройни концентрации са в южната част на Полша.

### Руснаци
Руснаците са разпръснати из територията на Полша, но най-вече пребивават в Източна Полша. Има 3244 руснаци в Полша, според преброяването от 2002 година. Това общество също така включва старообредници, 2000 – 3000 души, живеещи в югоизточната част на Полша.

### Шотландци
Шотландци мигрират към Полша в големи количества в средата на 16 век поради религиозно преследване и тежки икономически условия. Има и обширна търговия между източното крайбрежие на пристанищна Шотландия като Дънди, Лийт и Абърдийн и градове като Данциг и Кьонигсберг. Уилям Литгоу, посетил Полша през 1616 г., съобщава, че има около 30 000 шотландски семейства, живеещи в страната, който той определи като „... майка и сестра за младежта на Шотландия ... в облекло, хранене и професия“. Много дощли от Дънди и Абърдийн се заселват в градове по бреговете на Висла на юг чак до Краков. Днес се смята, че много поляци имат шотландски произход. На преброяването през 2011 г., е имало 26 шотландци (включително 13 полски граждани).

### Силезци
INTERREG оценява 2 000 000 силезци в Полша. В полското преброяването от 2002 г., обаче, 173 153 души официално обявени Силезия националност, макар и само за 60 000 обявен силезския като роден език. В преброяването през 2011 г., Силезия националност е обявен от 809 хил отговорили от 5 милиона в региона, включително 362 хиляди, които го декларира като само тяхната националност, 418 хиляди, които декларират като първа тяхната националност, и 415 хиляди, които декларират съвместно с полско гражданство.

### Словаци
Словаци живеят в някои райони в южната част на Полша, на броя на 1710 според полския 2002 преброяването на. Полските словаци обитават два малки погранични региони в Спиш и Орава (Южно от Полша, близо до полско-словашката граница). По-големи групи от словаците са в Краков и Силезия.

### Татари
Малки популации на полски татари все още съществува и все още практикуват ислям главно в Североизточна Полша (в Подляско войводство). Татарите пристигат като наемни войници в края на 14 век. Населението достигна приблизително 100 000 през 1630, но преброяването от 2002 г. показва само 447 души, които декларират тази националност.

### Украинци
Украинците са разпръснати в различни източните и северните райони. В полския преброяването на 2002 г. 27 172 души декларираха, че принадлежат към тази група.

### Виетнамци
Около 50 000 виетнамци живеят в Полша, най-вече в големите градове. Те публикуват редица вестници, както про- и анти-комунистически. Първите имигранти бяха виетнамски студенти в полските университети в периода след Втората световна война. Тези числа се увеличили леко през Виетнамската война, Когато споразумения между комунистическите виетнамски и полското правителство допускат виетнамски гастарбайтери да получават промишлено обучение в Полша. Голям брой виетнамски имигранти също пристигна след 1989 година.

### Други
Има също американци (През 2002: 1541, от които 992 са имали полското гражданство), британци, турци (232, включително 74 полски граждани), унгарци (579, включително 228 полски граждани), французи (2002: 1633, включително 1068 полски граждани), италианци (1367, включително 835 полски граждани), сърби, хървати, румънци, грузинци, африканци, палестинци (229, включително 146 полски граждани), други араби, кюрди, скандинавци, чеченци, които представляват малки етнически общности в рамките на по-големите градове, като например Варшава, Краков, и Гданск, И различните етнически групи от целия свят като зулуси (92, включително 52 полски граждани), кюрди (91, включително 62 полски граждани), афроамериканците (80, включително 37 полски граждани), фламандци (23, включително 10 полски граждани) и т.н.